# Slottshöjden
Slottshöjden är en stadsdel nära Helsingborgs centrum, belägen uppe på landborgen i anknytning till Helsingborgs slott (Kärnan). Tidigare hette stadsdelen Möllevången men bytte namn till Slottshöjden efter en tävling i Helsingborgs Dagblad 1945. Området ligger delvis på de gamla befästningsverken som legat runt slottet. Den 31 december 2020 hade statistikområdet Slottshöjden 4 095 invånare.

## Stadsbild

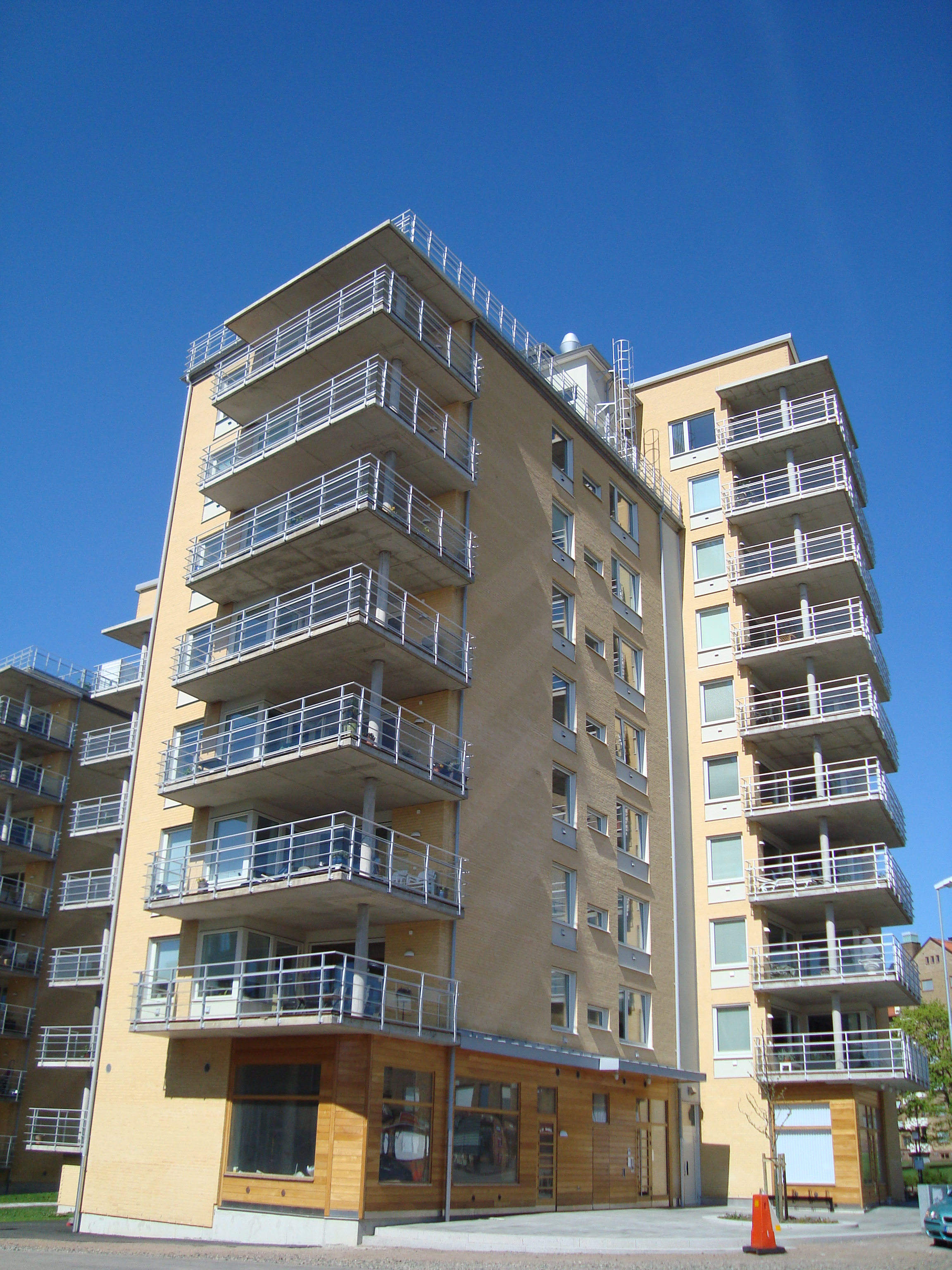
Seniorboendet i kvarteret Kyrkoherden.

Stadsdelen är belägen på landborgsterrassen, nordost om Helsingborgs stadskärna på strandterrassen nedanför. Området förbinds med centrum genom Nedre Långvinkelsgatan, som löper i en dalgång i landborgen. Läget på landborgen gör att man från flera ställen i stadsdelen har en vid utsikt över staden nedanför och vidare ut över Öresund. Gatunätet har på flera ställen sitt ursprung i stadens historia, främst Långvinkelsgatan, stadens gamla tillfartsled, samt Norra Vallgatan, en del av Kopparmöllegatan och S:t Peders gata, som alla är lagda längs den gamla vallgrav som omgav stadens befästningar. Den nord-sydliga Kopparmöllegatan är numera områdets huvudled och stadsdelen avgränsas i norr av stadens nordliga tillfartsled, Hälsovägen. I nordost löper även den större Stenbocksgatan.

### Bebyggelse
De västra delarna av Slottshöjden har sin grund i ett villaområde från 1800-talet och stadsdelen har här på flera ställen en öppen och grönskande karaktär, trots flera nyare byggnader. Söder om detta område, längs kvarteren kring Nedre Långvinkelsgatan, är bebyggelsen betydligt tätare och mer stadsmässig. Typen av byggnader varierar på grund av senare saneringar stort från små gatehus från det tidiga 1800-talet, flerbostadshus från kring sekelskiftet 1900 till modernistisk bebyggelse från 1900-talets andra hälft. Kontrasten är här tydligare mot Slottshagsparkens grönska i söder. Den täta bebyggelsen fortsätter längs Övre Långvinkelsgatan, öster om Kopparmöllegatan. 
I nordost dominerar den modernistiska bebyggelsen med fristående lamellhusbebyggelse i tre till fem våningar. Centralt i stadsdelen, öster om Kopparmöllegatan, ligger kvarteret Munken, som domineras av fem stycken sju våningar höga punkthus i gult tegel av hög arkitektonisk och byggnadsmässig kvalitet. I kvarterets nordvästra hörn, mot Kopparmöllegatan, finns dessutom fyra låghus på tre våningar i rött tegel, även dessa av hög kvalitet. Mellan husen öppnar större gräsytor med parkliknande karaktär upp sig. På motsatta sidan Kopparmöllegatan, i kvarteret Kyrkoherden, har ett förtätningsprojekt färdigställt 2007 omvandlat den tidigare parken till ett bostadskvarter bestående av fyra punkthus med seniorboende i 10 våningar. I ett område i stadsdelens nordligaste del, mot Stattena, ligger i kvarteren Ugglan och Uven mer sluten kvartersbebyggelse med blandad bebyggelse mellan 1920-talsklassicism och byggmästarfunkis.

### Grönområden
Bidragande till känslan av grönska i stadsdelen är att den omges av grönområden både i norr, genom Öresundsparken, i söder genom Slottshagen och i väster genom grönskan vid landborgsbranten. I delen av Öresundsparken som är belägen på landborgen finns stora gräsytor som är populära bland solbadare på sommaren. Från Öresundsparken och kanten av landborgsbranten erbjuds även vida utsikter över Öresund och staden nedanför. En större, men namnlös, park fanns tidigare även i kvarteret Kyrkoherden. Efter att detta bebyggdes minskades dock parkytan väsentligt och omformades till en mer välstrukturerad park under namnet Slottshöjdsparken. Den frilagda bebyggelsen i kvarteret Munken skapar även omfattande grönytor för stadsdelen, liksom lamellhusbebyggelsen i kvarteret Klostret.

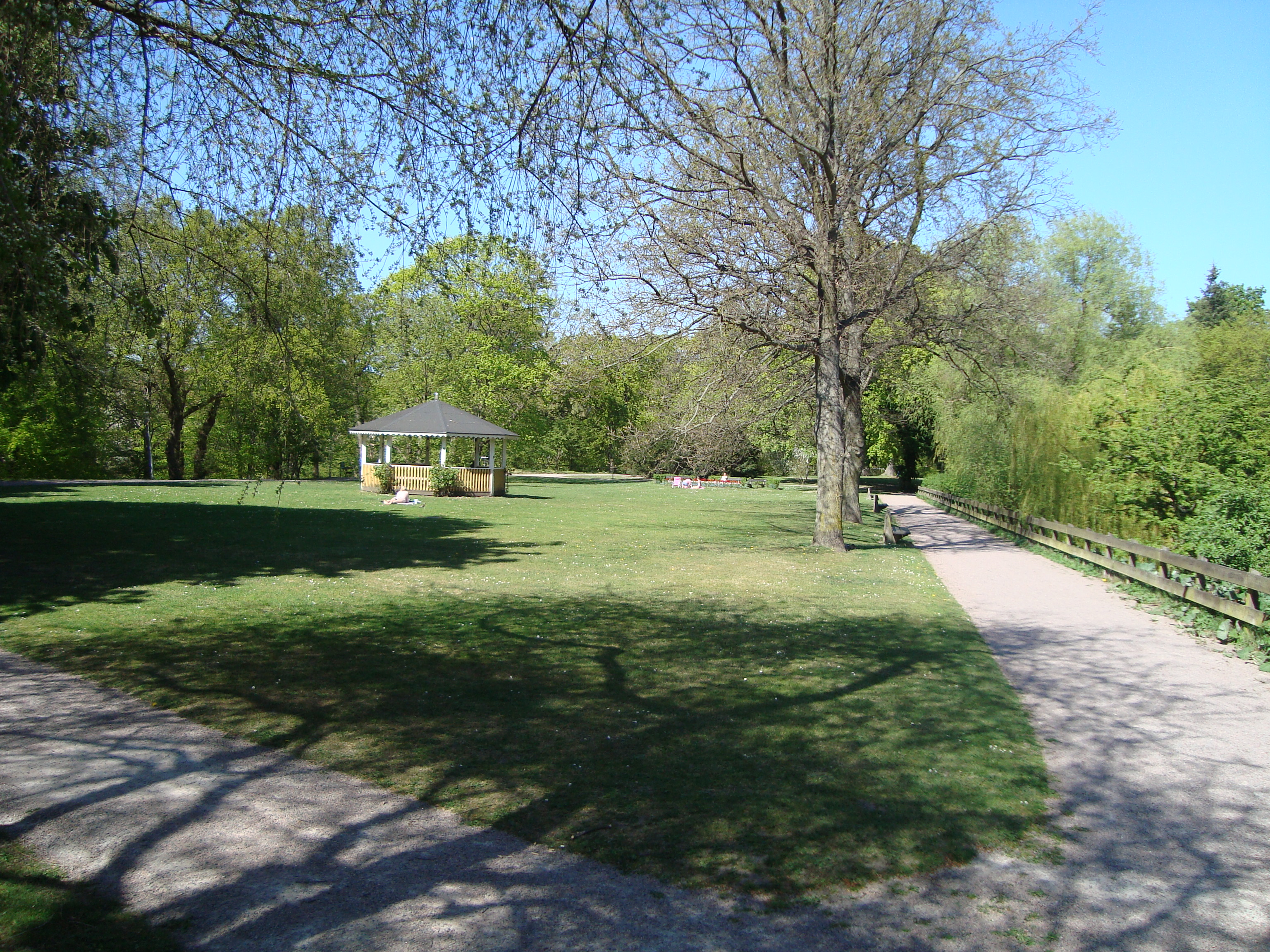
Öresundsparken
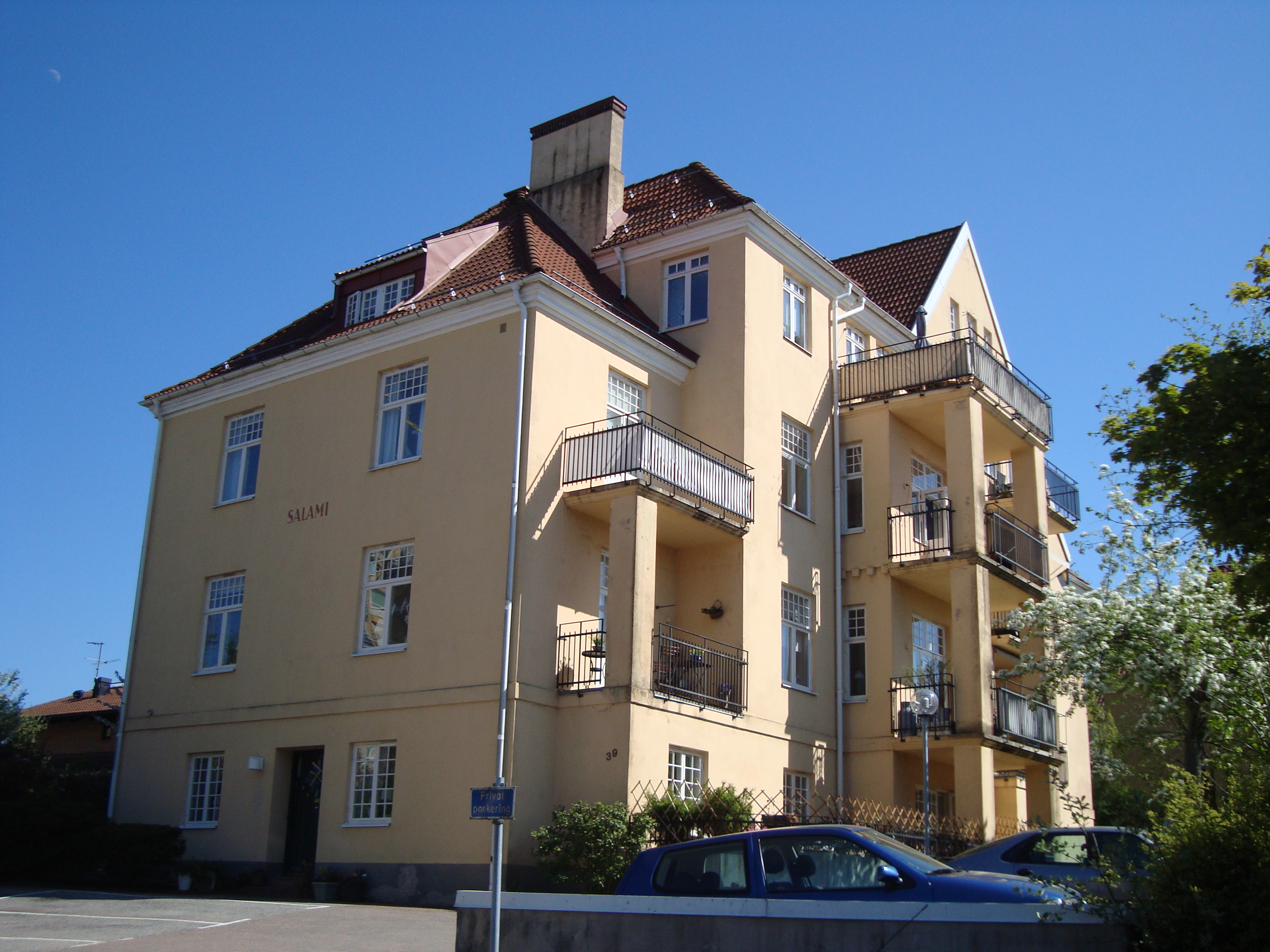
Stadsvillan Villa Salami.
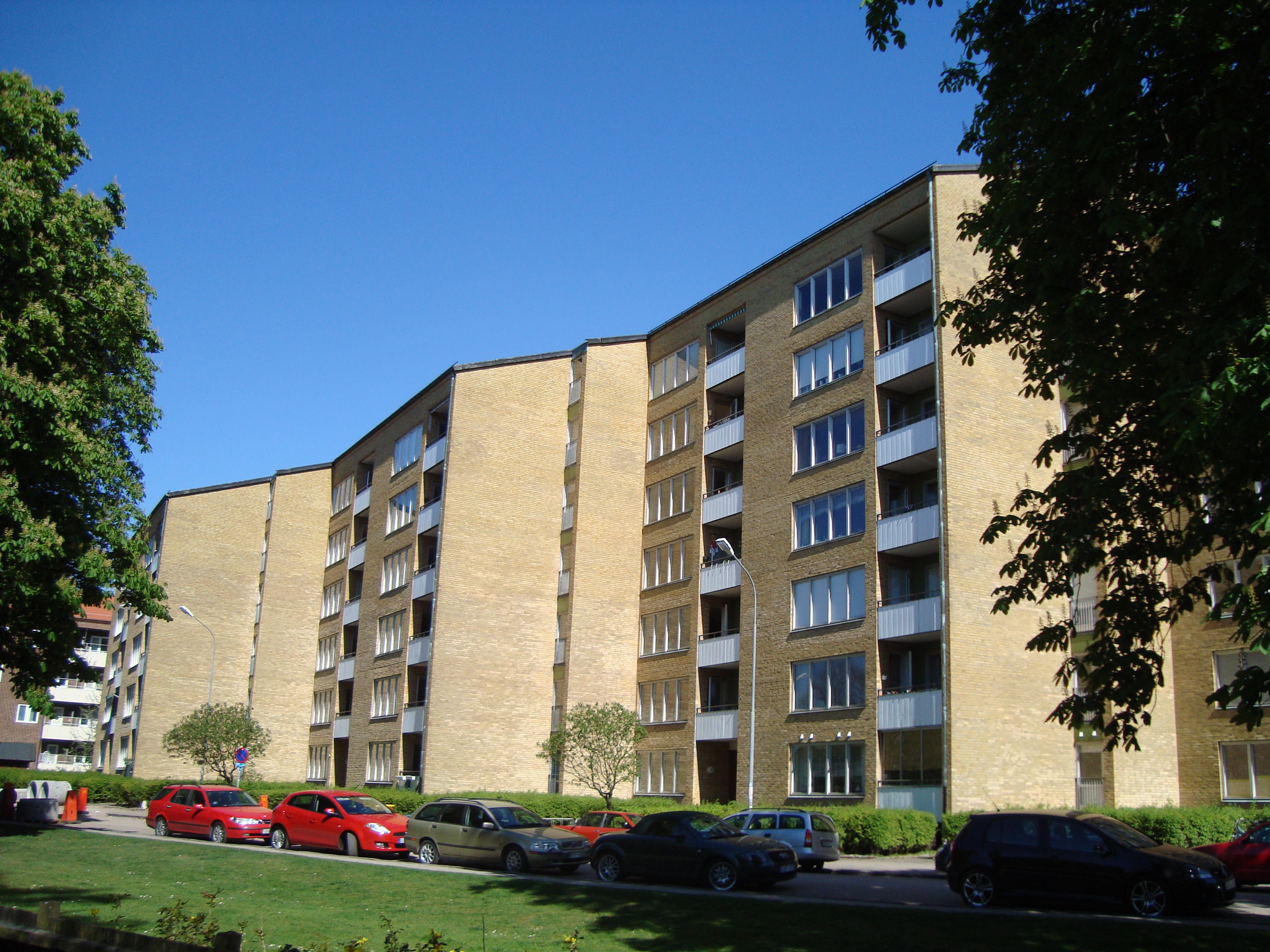
Flerbostadsbebyggelse vid Öresundsparken.

## Historia
De äldsta spåren efter mänsklig bebyggelse i området är två nu försvunna fornlämningar i form av en gravhög från bronsåldern och en domarring från järnåldern. Genom området löpte Långvinkelsgatan, förr kallad "Liden", som var Helsingborgs tillfartsled från nordost. I norr grenades gatan av i två landsvägar, den ena löpte norrut mot Kullabygden, medan den andra vek av mot öster och ledde så småningom mot Ängelholm. På 1000-talet uppfördes en stavkyrka strax norr om gatan, S:t Clemens kyrka, som redan i slutet av samma århundrade ersattes av en större stenkyrka. Till kyrkan hörde under medeltiden en 5 000 kvadratmeter stor kyrkogård. Resterande delar av området bestod av åkermark tillhörande staden, som under 1500-talet benämndes "Sankt Clemens vång". Kyrkan revs troligen efter att reformationen införts i Danmark 1536. Under perioden 1654–57 anlades en stor befästningsvall av den danske kungen Fredrik III runt staden som till stor del var belägen på området. Byggnationerna var inte helt färdiga när Helsingborg blev svenskt 1658. Efter det förödande skånska kriget (1675–79) beslutade den svenske kungen Karl XI att alla befästningar kring staden skulle rivas för att förhindra att danskarna skulle kunna utnyttja dem som en förskansning vid en framtida landsättning. Markerna norr om Långvinkelsgatan kallades på kartor från 1780-talet "Lilla Möllevången" och markerna söder därom kallades "Tornvången" närmast slottet och "Slottsvången" längre österut. Området öster om gatan har också varit platsen för stadens avrättningsplats. Dess exakta placering har varierat, men har till slut fixerats kring området runt nuvarande Sköldenborgsgatan. År 1804 kan den så kallade "Galgebacken" dock ha funnits vid nuvarande kvarteret Örnen.

### Bebyggelsen växer fram
På 1780-talet började Helsingborgs bebyggelse att expandera utanför den gamla stadskärnan och man styckade upp 24 nya tomter längs Långvinkelsgatan, belägna utanför Östra landtullen, som vid denna tid var belägen vid Bomgränden-Kärngränden. Tomterna var mycket avlånga och bebyggdes därför glest med korsvirkeslängor. Byggnaderna beboddes mest av arbetskarlar och hantverksgesäller och bestod oftast av ett par tre lägenheter. Efter expansionen flyttades tullen år 1809 till hörnet av nuvarande Övre Långvinkelsgatan/Bergeströmsgatan. Vid 1800-talets början delade man också upp de avlånga tomterna i mindre delar. De flesta delades i två, men en del ombildades till hela åtta mindre tomter. Till detta lades ett tidigare ouppstyckat stycke jord ut som tomter. Bebyggelsen fick i och med detta en annan karaktär; husen byggdes som gathus vilket gjorde gatan mer tät och stadsmässig. Från 1850-talet började Helsingborgs befolkning att öka kraftigt, vilket medförde att än mer mark avstyckades längs gatan från Bomgränden och norrut. Tomtantalet tredubblades och husen byggdes i en till två våningar. Vid denna tid bodde en ansenlig mängd murargesäller längs gatan. Tomterna längs gatan utökades bakåt 1862-63 och två parallella gator drogs på andra sidan bebyggelsen på båda sidor av Långvinkelsgatan. Dessa benämndes Norra och Östra Promenaderna, men heter numera Sankt Clemens gata/Lykttändaregränden respektive Kung Kristoffers gata/Hebsackersgatan. Den täta bebyggelsen kring gatorna kallades vid denna tid för Östra förstaden.

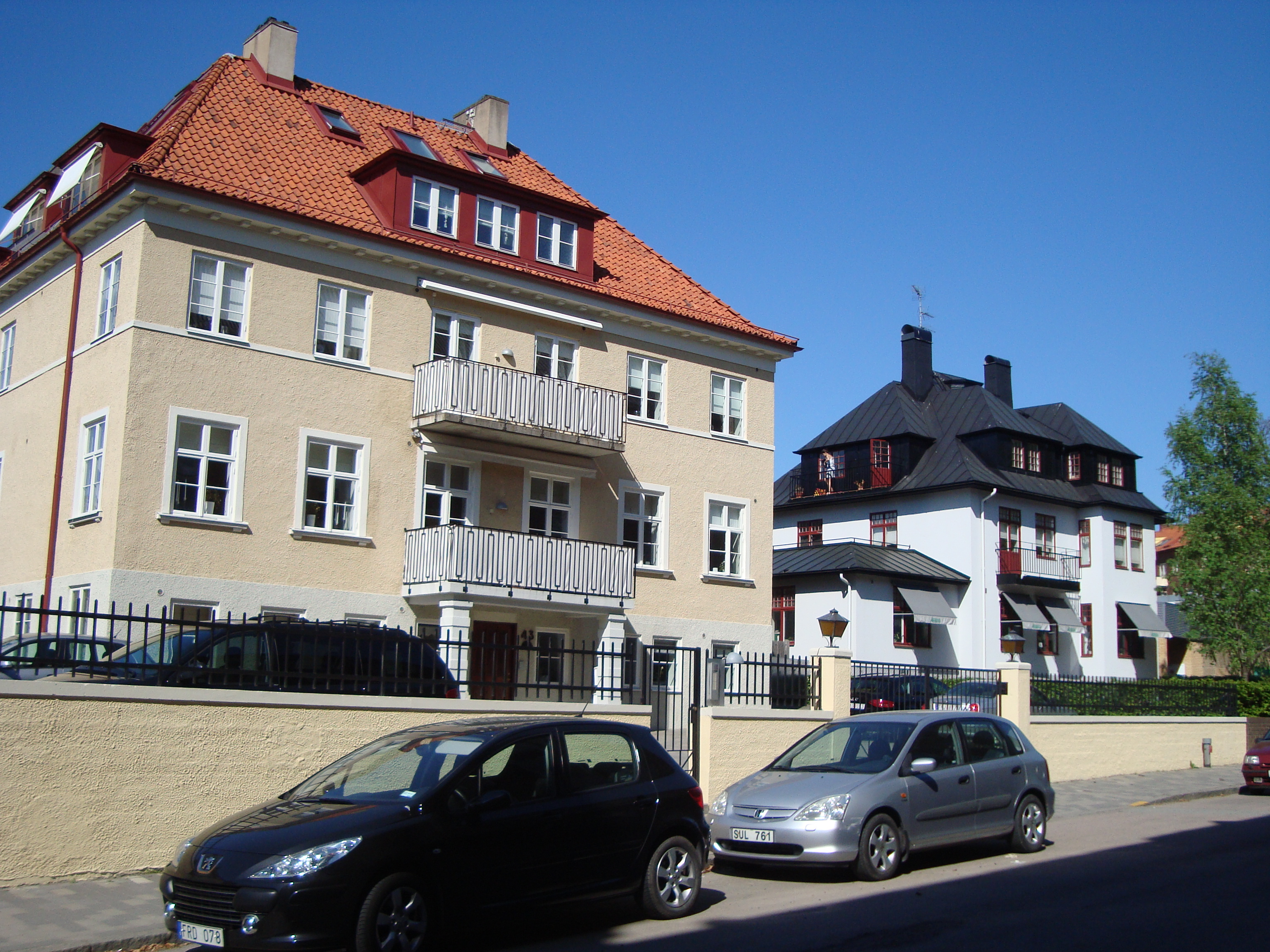
Flerbostadsvillor.

Vid 1800-talets mitt började stadens borgerskap söka sig ut från stadskärnans täta bebyggelse och 1866 beslutade stadsfullmäktige därför att en del av magistratens löningsjord på Lilla Möllevången, Tornvången och Slottsvången skulle göras om till villatomter. Däremot hade idén med villor inte riktigt slagit igenom i Sverige än och därför gick försäljningen trögt. Av de 34 tomter som styckades av såldes endast ett fåtal under de första tio åren och det var främst på Lilla Möllevången som tomter lyckades säljas. På 1870-talet hade alla tomter norr om Sankt Clemens gata sålts och tomterna bebyggdes med både stora och bekostade villor, som mindre och mer beskedliga dito. I områdets norra ände, vid Hälsodalen, fanns brunnsinrättningen Hälsan och vid denna hade man år 1853 anlagt den nya infartsleden Hälsovägen. Runt denna kom det på 1870-talet att växa upp ett industriområde. Ovanför dalen anlades genom privat initiativ Öresundsparken år 1876-77. Parken var inhägnad och det kostade 10 öre in inträde att komma in. Ägarna till farm 79, som låg nordost om de nya villatomterna, beslutade att stycka av sin åkermark i tomter. Uppdraget gick till stadsingenjören Söderqvist, som gjorde en indelning i två kvarter, avdelade av Parkvägen, med totalt 23 tomter. Redan år 1878 stod de första hyreshusen klara och de bestod av enkla längor en bit in på tomterna. Dessa beboddes mest av arbetare vid industrierna i Hälsodalen. På 1880-talet ökade tomtförsäljningen och det byggdes nu gatuhus i två våningar i kvarteren. Vid 1900-talets början utökades villabebyggelsen i områdets södra del genom bebyggelsen av kvarteret Prins Fredrik.

### Modernismen

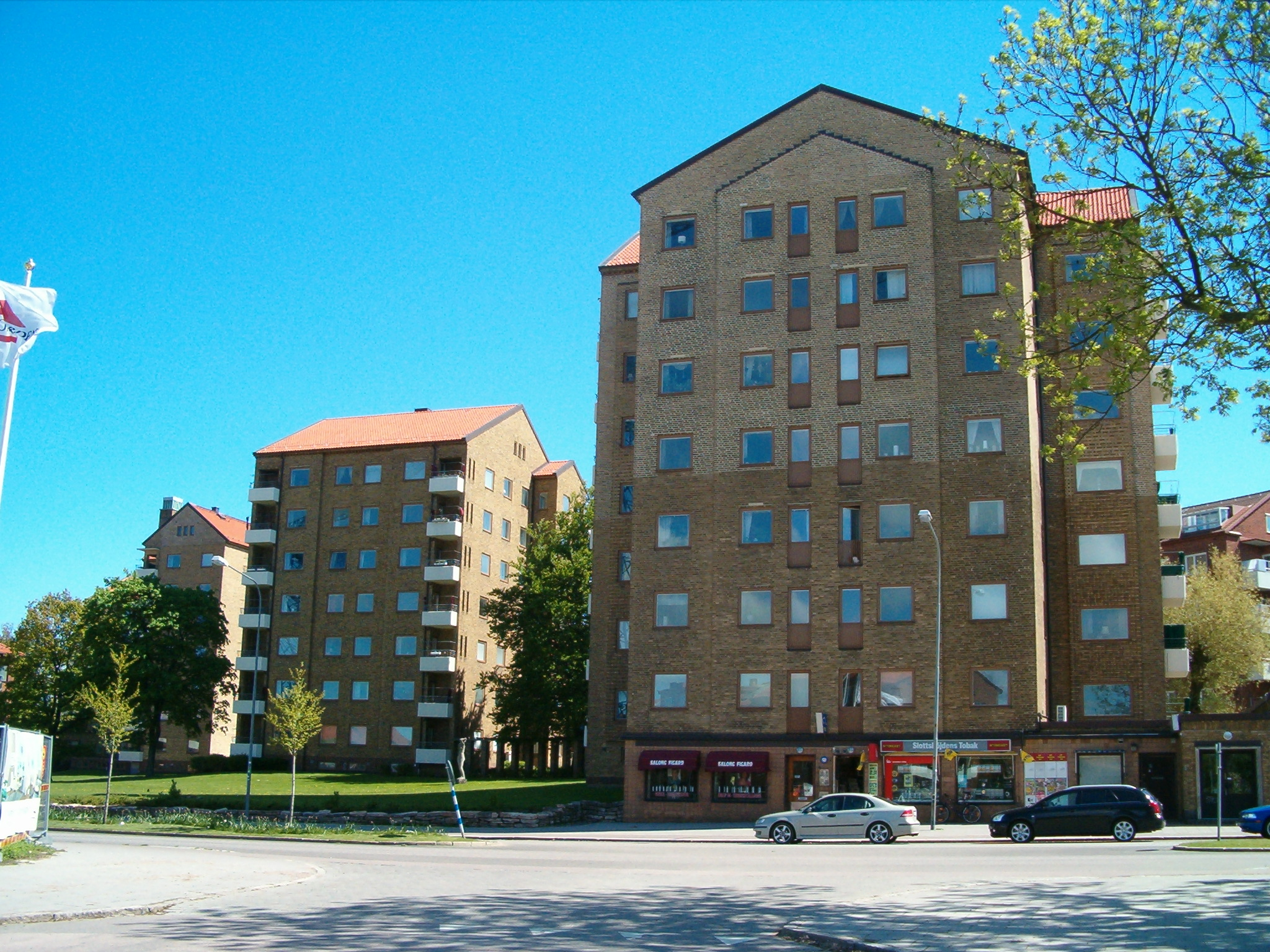
Punkthusen i kvarteret Munken.

Den första bebyggelsen efter modernistiskt mönster tillkom på 1930-talet i kvarteren Uven och Ugglan. Dessa var uppförda i så kallad "byggmästarfunkis"; de var sammanbyggda och i tre våningar med putsade fasader. Tidigt på 1940-talat bebyggdes området längs Hälsovägens övre del med lamellhusbebyggelse, i kvarteret Kapellet med sex stycken 5-våningshus i nyrealistisk stil, med varierat putsade fasader eller tegelfasader. Kvarteret Biskopen och det söder därom liggande kvarteret Kaplanen bebyggdes även de med lamellhus i upp till fem våningar. Det bostadsområde som däremot anses vara den främsta insatsen inom Helsingborgs flerbostadsbebyggelse var däremot kvarteret Munken mellan Kopparmöllegatan, Mäster Jacobs gata och Rektorsgatan. Byggmästaren Erik Wihlborg både ritade och uppförde området som består av fem stycken 7-8 våningar höga punkthus i gult tegel av mycket hög standard och med goda planlösningar. Den öppna grönytan runt husen ägnades stor omsorg och pryds av skulpturen Sommar av Nils Sjögren. Även fyra tre våningar höga låghus i rött tegel i kvarterets norra ände ingick i bebyggelsen.
De nya byggnadsidealen betydde däremot att den äldre bebyggelsen blev allt mer styvmoderligt behandlad. Allt fler röster krävde saneringar, främst av det tätbebyggda området kring Långvinkelsgatan. Det hette att bebyggelsen "måste ersättas av en funktionell bebyggelse utformad i överensstämmelse med en modern tids sociala fordringar." Nedre Långvinkelgatans karakteristiska och sammanhållna bebyggelse av småskalig natur hade man inte mycket för och stora delar av den äldre bebyggelsen revs och ersattes av ny. Bebyggelsen i kvarteren Tornet Västra och Tornet Östra ersattes helt av ny och i kvarteret Långvinkeln Västra sparades endast en del av bebyggelsen längst i öster. Samma öde nådde Övre Långvinkelsgatan där endast en rad på fem gathus längst mot Kopparmöllegatan sparades. Även stora delar av den gamla bebyggelsen på Möllevången sanerades bort. Alla fastigheter i de två kvarteren kring Parkgatan köptes 1958-63 upp av byggnadsfirman Gösta Gadd och revs sånär som på en bostadslänga ritad av Mogens Mogensen längs Krabbegatan, uppförd 1942. Samtidigt som den nya bebyggelsen uppfördes slogs kvarteren ihop och Parkgatan försvann. Även villabebyggelsen längst mot landborgen i kvarteret Bröstvärnet sanerades bort, samt en del av villorna i kvarteret Bålverket. Endast Villa Tjället och Villa Solgården står kvar. I kvarteret Prins Fredrik står dock ett flertal av de gamla villorna kvar.

## Befolkningsutveckling
| Befolkningsutvecklingen i Slottshöjden 2000–2020 | Befolkningsutvecklingen i Slottshöjden 2000–2020 | Befolkningsutvecklingen i Slottshöjden 2000–2020 | Befolkningsutvecklingen i Slottshöjden 2000–2020 | Befolkningsutvecklingen i Slottshöjden 2000–2020 |
| ------------------------------------------------ | ------------------------------------------------ | ------------------------------------------------ | ------------------------------------------------ | ------------------------------------------------ |
|                                                  |                                                  |                                                  |                                                  |                                                  |
| År                                               |                                                  |                                                  | Folkmängd                                        |                                                  |
| 2000                                             | 2000                                             |                                                  | 3 562                                            |                                                  |
| 2005                                             | 2005                                             |                                                  | 3 621                                            |                                                  |
| 2010                                             | 2010                                             |                                                  | 3 789                                            |                                                  |
| 2015                                             | 2015                                             |                                                  | 3 923                                            |                                                  |
| 2020                                             | 2020                                             |                                                  | 4 095                                            |                                                  |

## Demografi

### Befolkningssammansättning
Statistikområdet Slottshöjden hade 4 095 invånare den 31 december 2020, vilket utgjorde 3,6 % av befolkningen i hela Helsingborgs tätort (här alla statistikområden i Helsingborgs kommuns innerområde, motsvarande Helsingborgs tätort inklusive vissa närliggande småorter). Medelåldern var vid samma tid 47,6 år, vilket var nära sju år högre än medelåldern för resterande Helsingborg på 40,7 år. Den största åldersgruppen inom statistikområdet var trots detta 20 till 29 år. Knappt 18 % av befolkningen var i denna åldersgrupp. Underrepresenterade åldersgrupper var 0 till 9 år och 10 till 19 år, vilka båda låg på nära hälften av genomsnittet för Helsingborg och andelen i åldersgruppen 0 till 9 år var den tredje lägsta i staden efter Norr och Centrum medan andelen i åldersgruppen 10 till 19 år tillsammans med Centrum var den nästa lägsta efter Norr. Även åldersgruppen 40 till 49 år var underrepresenterad och var den näst lägsta i staden efter Norr.
Andelen personer med utländsk bakgrund, alltså personer som antingen är födda utanför Sverige eller har föräldrar som båda är födda utanför Sverige, var inom statistikområdet 20,1 %, vilket var klart under nivån för övriga Helsingborg med en andel på 30,3 %. Av de invånare som var födda utanför Sverige hade Slottshöjden en något högre andel personer födda i Norden än genomsnittet för staden och en lägre andel födda i övriga Världen.
| Åldersfördelning (2020) |        |  |  |  |
| Åldersgrupp             | Andel  |  |  |  |
| 0–9                     | 6,2 %  |  |  |  |
| 0–9                     | 11,5 % |  |  |  |
| 10–19                   | 5,8 %  |  |  |  |
| 10–19                   | 10,7 % |  |  |  |
| 20–29                   | 17,9 % |  |  |  |
| 20–29                   | 14,7 % |  |  |  |
| 30–39                   | 13,2 % |  |  |  |
| 30–39                   | 14,1 % |  |  |  |
| 40–49                   | 9,0 %  |  |  |  |
| 40–49                   | 12,1 % |  |  |  |
| 50–59                   | 12,7 % |  |  |  |
| 50–59                   | 12,5 % |  |  |  |
| 60–69                   | 12,4 % |  |  |  |
| 60–69                   | 10,3 % |  |  |  |
| 70–79                   | 14,0 % |  |  |  |
| 70–79                   | 8,8 %  |  |  |  |
| 80–                     | 8,9 %  |  |  |  |
| 80–                     | 5,1 %  |  |  |  |
|                         |        |  |  |  |
|                         |        |  |  |  |
| Medelålder              | 47,6   |  |  |  |
| Medelålder              | 40,7   |  |  |  |

| Utländsk bakgrund (2020)                |        |  |  |  |
|                                         |        |  |  |  |
| Andel                                   | 20,1 % |  |  |  |
| Andel                                   | 30,3 % |  |  |  |
| Födelseland (för födda utanför Sverige) |        |  |  |  |
| Region                                  | Andel  |  |  |  |
| Övriga Norden                           | 13,3 % |  |  |  |
| Övriga Norden                           | 7,3 %  |  |  |  |
| Övriga Europa                           | 38,0 % |  |  |  |
| Övriga Europa                           | 37,8 % |  |  |  |
| Övriga Världen                          | 48,7 % |  |  |  |
| Övriga Världen                          | 54,8 % |  |  |  |

### Utbildning och inkomst
Befolkningen på Slottshöjden hade den 31 december 2020 en generellt sett högre utbildningsnivå än Helsingborg som helhet. Andelen invånare mellan 20 och 64 år med endast förgymnasial utbildning var under genomsnittet för staden och andelen med eftergymnasial utbildning högre än genomsnittet. Andelen med endast gymnasial utbildning var däremot i nivå genomsnittet i Helsingborg. Störst var andelen med eftergymnasial utbildning på under tre år med 20,2 %, vilket gjorde Slottshöjden till den stadsdel med högst andel av denna utbildningsnivå i staden. Medelinkomsten för statistikområdet uppgick 2020 till 398 100 kronor jämfört med 402 800 kronor för Helsingborg som helhet. Kvinnornas medelinkomst uppgick till 86,4 % av männens, vilket var en mindre skillnad än för hela Helsingborgs tätort där andelen uppgick till ungefär 80 %.
| Utbildningsnivå (2020) |        |  |  |  |
| Utbildning             | Andel  |  |  |  |
| Förgymnasial           | 7,8 %  |  |  |  |
| Förgymnasial           | 13,2 % |  |  |  |
| Gymnasial (≤2 år)      | 13,6 % |  |  |  |
| Gymnasial (≤2 år)      | 16,8 % |  |  |  |
| Gymnasial (3 år)       | 28,3 % |  |  |  |
| Gymnasial (3 år)       | 25,8 % |  |  |  |
| Eftergymn. (<3 år)     | 20,2 % |  |  |  |
| Eftergymn. (<3 år)     | 16,8 % |  |  |  |
| Eftergymn. (≥3 år)     | 28,5 % |  |  |  |
| Eftergymn. (≥3 år)     | 24,4 % |  |  |  |
| Ingen uppgift          | 1,6 %  |  |  |  |
| Ingen uppgift          | 3,0 %  |  |  |  |

| Förvärvsinkomst (2020) |         |  |  |  |
| Kön                    | Inkomst |  |  |  |
| Kvinnor                | 369,3   |  |  |  |
| Kvinnor                | 356,9   |  |  |  |
| Män                    | 427,5   |  |  |  |
| Män                    | 446,6   |  |  |  |
| Samtliga               | 398,1   |  |  |  |
| Samtliga               | 402,8   |  |  |  |

### Sysselsättning och hälsa
Arbetslösheten för personer mellan 20 och 64 år uppgick år 2020 till totalt 8,5 %, vilket var under genomsnittet för Helsingborg. Arbetslöshetstalen var högre för kvinnor än för män. Den öppna arbetslösheten uppgick till 5,0 %. Andelen förvärvsarbetande uppgick 2020 till totalt 77,4 %. Av de med arbete i stadsdelen pendlade 1 800 personer till arbeten utanför stadsdelen, medan 330 pendlade in från utanför Slottshöjden till arbeten i stadsdelen.
Det genomsnittliga antalet utbetalda dagar med sjukpenning, arbetsskadesjukpenning, rehabiliteringspenning, sjukersättning och aktivitetsersättning från socialförsäkringen för stadsdelen uppgick år 2020 till 17 dagar, vilket var något lägre än de 23 dagar för Helsingborg som helhet. Ohälsotalet var större för kvinnor än för män.
| Arbetslöshet (2020) |        |  |  |  |
| Kön                 | Andel  |  |  |  |
| Kvinnor             | 8,7 %  |  |  |  |
| Kvinnor             | 9,8 %  |  |  |  |
| Män                 | 8,3 %  |  |  |  |
| Män                 | 10,2 % |  |  |  |
| Samtliga            | 8,5 %  |  |  |  |
| Samtliga            | 11,1 % |  |  |  |

| Ohälsotal (2020) |       |  |  |  |
| Kön              | Dagar |  |  |  |
| Kvinnor          | 19    |  |  |  |
| Kvinnor          | 27    |  |  |  |
| Män              | 15    |  |  |  |
| Män              | 19    |  |  |  |
| Samtliga         | 17    |  |  |  |
| Samtliga         | 23    |  |  |  |